# راسيل برادلي
راسيل برادلي (بالإنجليزية: Russell Bradley)‏ (28 مارس 1966 ببرمنغهام في المملكة المتحدة - ) هو لاعب كرة قدم بريطاني في مركز الدفاع. لعب مع سكونثورب يونايتد ونادي هارتلبول يونايتد ونوتينغهام فورست ونادي هاليفاكس تاون ونادي هدنسفورد تاون ونادي هيرفورد وDudley Town F.C. ‏.

## وصلات خارجية
- راسيل برادلي على موقع قاعدة بيانات كرة القدم.إي يو (الإنجليزية)
- راسيل برادلي على موقع Soccerbase.com (لاعب) (الإنجليزية)